# Ecuación irracional
Se llama ecuación irracional aquella que contiene una incógnita (o bien una expresión algebraica racional de la incógnita) bajo el signo radical. En matemáticas elementales las soluciones de las ecuaciones irracionales se buscan en el conjunto de los números reales ℝ.

## Consideraciones
Cualquier ecuación irracional mediante las operaciones algebraicas (de multiplicación, división, elevación a una potencia entera de los dos miembros de la ecuación) puede ser reducida a una ecuación algebraica racional. Hay que tener presente que la ecuación obtenida mediante las operaciones citadas puede contener raíces, llamadas extrañas y no ser equivalente a la ecuación original.

## Resolución
En forma general es muy difícil señalar algún método universal de resolución de cualquiera ecuación irracional; sin embargo, existen algunos procedimientos que suelen funcionar:

### Procedimiento 1
Se consigue con la liberación de radicales mediante la elevación sucesiva de ambos miembros de la ecuación a la potencia natural respectiva. Hay que tener presente que la elevación a una potencia impar guarda la equivalencia ecuacional; en el caso de potencias pares, se obtiene, generalmente, una ecuación no equivalente a la original.
Ejemplo:
(1) {\displaystyle {\sqrt {P(x)}}+{\sqrt {Q(x)}}=R(x)} ,
donde {\displaystyle P(x)}, {\displaystyle Q(x)} y {\displaystyle R(x)} son polinomios. Los valores admisibles de la incógnita {\displaystyle x} son los que cumplen {\displaystyle P(x)\geq } y {\displaystyle R(x)\geq 0} (puesto que las raíces son de orden par).
Elevando ambos miembros de la ecuación (1) al cuadrado se obtiene
(2) {\displaystyle 2\cdot {\sqrt {P(x)Q(x)}}=R^{2}(x)-P(x)-Q(x)}.
Después de una repetida elevación al cuadrado la ecuación resulta convertida en algebraica
(3) {\displaystyle 4\cdot P(x)Q(x)=[R^{2}(x)-P(x)-Q(x)]^{2}}.

### Procedimiento 2
Consiste en la introducción de nuevas incógnitas, respecto a las cuales se obtiene una ecuación irracional más sencilla o una ecuación racional.
Ejemplo:
Resolver la ecuación irracional
{\displaystyle (3-x){\sqrt[{3}]{\frac {3-x}{x-1}}}+(x-1){\sqrt[{3}]{\frac {x-1}{3-x}}}=2}
El conjunto de valores admisibles de esta ecuación es:
{\displaystyle x\in (-\infty ,1)\cup (1,3)\cup (3,+\infty )}
Escribiendo {\displaystyle y={\sqrt[{3}]{\frac {3-x}{x-1}}}}, se obtiene la ecuación
{\displaystyle (3-x)y+{\frac {x-1}{y}}=2}
o la ecuación equivalente
{\displaystyle (3-x)y^{2}-2y+x-1=0},
la cual puede considerarse como ecuación de segundo grado respecto a {\displaystyle y}. 
Resolviendo esta ecuación, se obtiene las soluciones
{\displaystyle y_{1}=1;\ y_{2}={\frac {x-1}{3-x}}}
Finalmente, sustituyendo, 
{\displaystyle {\frac {3-x}{x-1}}=1}; {\displaystyle {\frac {3-x}{x-1}}=({\frac {x-1}{3-x}})^{3}}
Resolviendo estas ecuaciones, la ecuación irracional propuesta admite una única solución: {\displaystyle x=2}.